# Tamga
Tamga (mong. tamag, tur. damga, tat. tamga „znak, piętno, pieczęć”) – znak władzy chańskiej. Pierwotnie znak plemienny, rodowy i własnościowy u dawnych ludów Wielkiego Stepu (scytyjskich, sarmackich i potem mongolskich, tureckich, irańskich i ugrofińskich), używany m.in. do oznaczania koni, bydła, sprzętów i uzbrojenia.

## Pochodzenie i funkcje
Tamgi wywodziły się z prymitywnych znaków własnościowych, ale miały także związek z magicznymi symbolami i praktykami szamańskimi (zob. totem), będąc uproszczonym wyobrażeniem zwierzęcia, ptaka bądź elementu uzbrojenia: strzała, podkowa, łuk, szabla itp. 
Z czasem pojęcie tamgi uległo rozszerzeniu, obejmując m.in.:
- znak na monetach tureckich i tatarskich z imieniem i tytułem sułtana lub chana;
- moneta z tymże znakiem;
- dokument z pieczęcią chana.

Tamg nie należy traktować jako pisma, mimo ich graficznego podobieństwa do run i do różnych systemów pisma używanego przez ludy koczownicze Eurazji, np. madziarskie rowasz, turkijskie pismo orchońskie. Pod względem funkcjonalnym i graficznym pierwotne tamgi zbliżone są do innych systemów znaków analogicznych do heraldyki, takich jak gmerki i znamiona bartne (ciosy).
U ludów Azji Centralnej tamgi odgrywały podobną rolę jak herby szlachty europejskiej. Umieszczano je na pieczęciach i chorągwiach. Według legendy kirgiskiej Czyngis-chan nadał poszczególnym rodom tamgi wraz z towarzyszącymi im zawołaniami. Z czasem niektóre z nich stały się godłami wspólnot państwowych. 
Obecnie stylizowane tamgi są motywem ozdobnym turkmeńskich dywanów, składając się na tzw. medalion kobiercowy – giol.
Z tamg wywodzą się też znaki pieczętne Rurykowiczów, w tym Tryzub.

Narodowa flaga Tatarów Krymskich – złota tamga
Wojskowa flaga Tatarów Krymskich – złota tamga
Religijna flaga Tatarów Krymskich – złota tamga
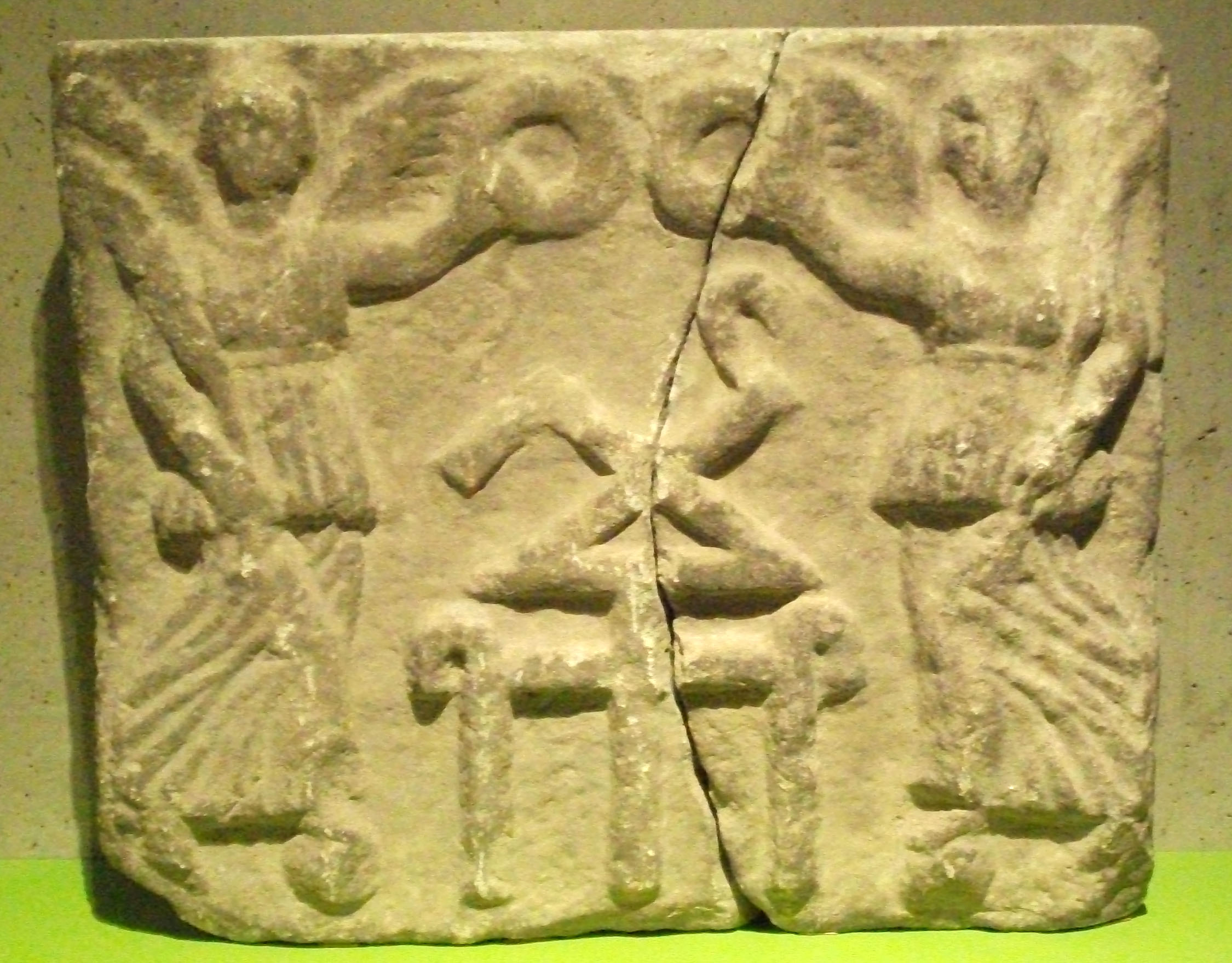
Tamga Tyberiusza Juliusza Eupatora

## Tamgi w herbach szlachty polskiej
Wizualne podobieństwo niektórych tamg sarmackich do herbów polskich (zwłaszcza w najwcześniejszej wersji – znaków pieczętnych) zrodziło hipotezę o sarmackim pochodzeniu herbów polskich, a – co za tym idzie – także polskiej szlachty. 
Herby przypominające tamgi: 
- Drużyna (Krzywaśń),
- Awdaniec (Łękawica),
- Nowina (Zawiasa Kotłowa),
- Radwan (Chorągiew),
- Ogończyk,
- Ostoja,
- Szeliga
- szereg innych zawierających gwiazdki, strzały, kreski, krzyżyki, podkowy i półksiężyce.

Pod koniec XIV w. część rodzin tatarskich osiedliła się na ziemiach Wielkiego Księstwa Litewskiego, zachowując swoje dawne znaki, które uległy heraldyzacji, stając się herbami szlachty polskiej pochodzenia tatarskiego. Przykładem tamg w heraldyce polskiej są następujące herby:
- kniaziów Szyryńskich – odmiana tamgi rodu Szirinów(inne języki),
- carewiczów Adziubek Sołtan Ostryńskich – odmiana tamgi chana Dewlet Gereja,
- Abrahimowiczów, Arazowiczów, Czukajewiczów, Jadziczów, Hanasiewiczów (do dnia dzisiejszego) – tamga chana Złotej Ordy — Mengu Timura,
- rodu Sejtdziman Jakubowicz Najman – tamga rodu Kara-Keris z ułusu Najman,
- rodu Muchów – odmianą tamgi ułusu Dżałoir,
- kniaziów Chazbijewiczów i mirzów Juszyńskich – odmiana tamgi rodu Sahir z plemienia Oguzów,
- kniaziów Piotrowskich – potomków Najman-Bega,
- kniaziów Kryczyńskich – tamga Girejów, traktowana jako odmiana polskiego herbu Radwan

i inne.

## Literatura
- S. Dziadulewicz, Herbarz rodzin tatarskich w Polsce, Wilno 1929.
- P. Dudziński, Alfabet heraldyczny, Warszawa 1997.
- T. Sulimirski, Sarmaci, Warszawa 1979.